# Distretto di Amparafaravola
Il distretto di Amparafaravola è una suddivisione amministrativa di 3º livello (fivondronana) del Madagascar facente parte della regione di Alaotra Mangoro.
Il capoluogo del distretto è Amparafaravola. Del distretto fanno parte inoltre i seguenti comuni: Ambatomainty, Amboavory, Ambohijanahary, Ambohitrarivo, Andrebakely Est, Beanana, Bedidy, Morarano Chrome, Ranomainty, Tanambe, Vohimena, Vohitsara.